# George Ramsay, IX conte di Dalhousie
George Ramsay, IX conte di Dalhousie (Midlothian, 23 ottobre 1770 – Midlothian, 21 marzo 1838), è stato un nobile, ufficiale e diplomatico scozzese.

## Biografia
Nacque a Dalhousie Castle, figlio di George Ramsay, VIII conte di Dalhousie, e di sua moglie, Elizabeth Glen. Studiò presso il Royal High School di Edimburgo e all'Università di Edimburgo.

## Carriera militare
Dopo la morte del padre, nel 1788 entrò nell'esercito britannico, con il grado di cornetta del 3º reggimento dei Dragoni. Si unì al 2º battaglione del 1º reggimento di fanteria (1791), e acquistò il grado di maggiore del 2º reggimento di fanteria (1792).
Viaggiò a Martinica e divenne tenente colonnello nel mese di agosto 1794. Fu gravemente ferito nel 1795 e tornò in Inghilterra. Nel 1800 fu promosso al grado di colonnello e combatté nelle fasi successive della campagna d'Egitto sotto Ralph Abercromby. Nel 1803 raggiunse il grado di generale di brigata, e venne nominato Maggiore Generale nel mese di aprile 1805.
Massone, fu Gran Maestro della Gran Loggia di Scozia dal 1804 al 1806.
Durante le ultime fasi della guerra peninsulare, egli comandò la 7ª divisione sotto il Duca di Wellington. Wellington era a volte critico delle sue prestazioni, così come durante la ritirata da Burgos, a causa del suo arrivo tardivo a Vitoria, e per la sua disinformazione sulle intenzioni dei francesi poco prima della battaglia di Roncisvalle.
Fu nominato luogotenente generale e colonnello del 13º reggimento di fanteria nel 1813.
Nel 1815 fu creato barone di Dalhousie che gli permise di sedersi nella Camera dei lord.

## Matrimonio
Sposò, il 14 maggio 1805, Christina Broun (?-22 gennaio 1839), figlia di Charles Broun e Christiana McDowall. Ebbero tre figli:
- Lord George Ramsay (3 agosto 1806-25 ottobre 1832);
- Charles Ramsay (20 ottobre 1807-8 luglio 1817);
- James Broun-Ramsay, I Marchese di Dalhousie (22 aprile 1812-22 dicembre 1860).

## Morte
Morì il 21 marzo 1838, a 67 anni.